# أندريس خيمينيز
أندريس خيمينيز (بالإسبانية: Andrés Jiménez) (6 يونيو 1962 بقرمونة في إسبانيا - ) هو لاعب كرة سلة إسباني في مركز هجوم قوي الجسم، شارك في بطولة كأس العالم لكرة السلة 1986 وبطولة أمم أوروبا لكرة السلة 1989 وبطولة أمم أوروبا لكرة السلة 1983 والألعاب الأولمبية الصيفية 1984 وبطولة أمم أوروبا لكرة السلة 1985 والألعاب الأولمبية الصيفية 1988 والألعاب الأولمبية الصيفية 1992 وبطولة أمم أوروبا لكرة السلة 1993 وبطولة كأس العالم لكرة السلة 1994 وبطولة أمم أوروبا لكرة السلة 1987 وبطولة كأس العالم لكرة السلة 1990 وبطولة كأس العالم لكرة السلة 1982. ولعب مع نادي برشلونة.

## وصلات خارجية
- أندريس خيمينيز على موقع الاتحاد الدولي لكرة السلة (الإنجليزية)
- أندريس خيمينيز على موقع الدوري الإسباني لكرة السلة (الإسبانية)
- أندريس خيمينيز على موقع كرة السلة الأوروبية.كوم (الإنجليزية)
- أندريس خيمينيز على موقع ريلجم (الإنجليزية)
- أندريس خيمينيز على موقع بروبوليرز (الإنجليزية)
- أندريس خيمينيز على موقع سبورتس رفرنس (الإنجليزية)
- أندريس خيمينيز على موقع أوليمبيديا (الإنجليزية)